# Bán
Bán je titul regionálního správce či vládce, používaný v některých státech střední a jihovýchodní Evropy v období od 7. století do 20. století.

## Etymologie
O původu tohoto slova nepanuje jednotný názor.
Podle jednoho se uvádí, že slovo pochází z jihoslovanského ban „pán, panovník, vládce“, příbuzné perskému ban „princ, pán, velitel, vladař“, spojované se sanskrtským pati „stráž, ochrana“.
Jiní věří, že pochází ze sarmatského bajan; nese také určité podobnosti s turecko-mongolským chán. Toto slovo je uchováno v mnoha současných místopisných názvech.
Další alternativní teorie uvažují o původu illyrském, protože illyrské jméno banius bylo nalezeno v illyrských pozůstatcích v Bosně. Podle další teorie je tento titul odvozen od avarského titulu kagan, bajan.

## Užití titulu
Tento titul byl v období raného středověku používán pro lokální správce v jihoslovanských oblastech Chorvatska a Bosny. Později byl užíván v Chorvatském království. Slovo bylo také používáno v Uherském království a jeho državách.
Od 14. století až do roku 1831 byl tento titul užíván ve rumunském Valašsku pro správce územních celků zvaných banáty. Titul byl také používán v středověké Moldávii, Srbském království a mezi lety 1929 a 1941 v Jugoslávském království, kde označovalo správce administrativních jednotek nazývaných bánovina.
Význam titulu bán se postupem času měnil. Významem se blížil titulu vicekrál nebo vévoda.